# Jens Keukeleire
Jens Keukeleire (Bruges, 23 de novembre de 1988) és un ciclista belga, professional des del 2010 i fins al 2023. Durant la seva carrera esportiva va córrer al Cofidis (2010–2011), GreenEDGE (2012-2017), Lotto-Soudal (2018-2019) i EF Pro Cycling (2020-2023). En el seu palmarès destaca la victòria als Tres dies de Flandes Occidental i la Nokere Koerse, ambdues el 2010, la Volta a Bèlgica de 2017 i 2018, i sobretot la victòria d'etapa a la Volta a Espanya de 2016.

## Palmarès
- 2009
  - 1r al Circuit de Pévèle
  - 1r al Gran Premi de Geel
  - 1r als Boucles Guégonnaises
- 2010
  - 1r a Le Samyn
  - 1r als Tres dies de Flandes Occidental
  - 1r a la Nokere Koerse
- 2011
  - Vencedor d'una etapa de la Volta a Àustria
- 2013
  - Vencedor de 2 etapes a la Volta a Burgos
- 2016
  - Vencedor d'una etapa de la Volta a Eslovènia
  - Vencedor d'una etapa de la Volta a Espanya
- 2017
  - 1r a la Volta a Bèlgica
- 2018
  - 1r a la Volta a Bèlgica

### Resultats al Giro d'Itàlia
- 2012. 127è de la classificació general
- 2013. 74è de la classificació general
- 2021. 78è de la classificació general

### Resultats al Tour de França
- 2014. 67è de la classificació general
- 2017. 59è de la classificació general
- 2018. No surt (10a etapa)
- 2019. 98è de la classificació general
- 2020. 89è de la classificació general

### Resultats a la Volta a Espanya
- 2015. 93è de la classificació general
- 2016. 64è de la classificació general. Vencedor d'una etapa